# الله يتجلى في عصر العلم (كتاب)
الله يتجلى في عصر العلم (بالإنجليزية: The Evidence of God in an Expanding Universe)‏ كتاب لمجموعة من كبار العلماء الأمريكيين في تخصصات علمية مختلفة في علوم الكون والحياة من كيمياء وفيزياء وتشريح وأحياء، تذكر كلها أنواعا من الأدلة العلمية على وجود الله. ويرد العلماء في هذا الكتاب على أولئك الذين يدعون أن الكون نشأ عن طريق الصدفة.

## المشتركون في الكتاب

### المشرف على التحرير
جون كلوفر مونسما: عمل وقتا ما قسيسا في إحدى الكنائس المسيحية ولكنه بعد أن قضى مدة في الدراسات الدينية رأى أن يتحول إلى عمل آخر وصار مؤلفا وصحفيا في الموضوعات الدينية. ثم انصرف إلى دراسة المسائل السياسية والاجتماعية، وعني عناية خاصة بدراسة العلاقة بين العلم والدين على مر العصور.

### ترجمة وتقديم
الدكتور الدمرداش عبد المجيد سرحان: الأستاذ بكلية التربية بجامعة عين شمس. حصل على بكالوريوس في العلوم مع مرتبة الشرف من جامعة القاهرة عام 1936، وعلى دبلوم معهد التربية العالي للمعلمين عام 1938، وعلى درجة الماجستير في التربية من جامعة كولومبيا بأمريكا عام 1947، وعلى درجة الدكتوراه في التربية من جامعة كولومبيا عام 1949. له مؤلفات كثيرة في التربية والعلوم.